# Groupe Fennia
Le groupe Fennia (finnois : Fennia-ryhmä) est un groupe d'assurances et de gestion d'actifs en Finlande.

## Historique
En 2014, le fonds de pension de Fennia fusionne avec Elo Mutual Pension Insurance pour créer Local Tapiola Pension.
En mai 2020, le groupe Fennia vend sa filiale de gestion d'actifs à S-Bank pour 2,1 milliards d'euros. En septembre 2021, Fennia rachète à Accenture un système de gestion clients intégré pour développer son service d'assurances.

## Présentation

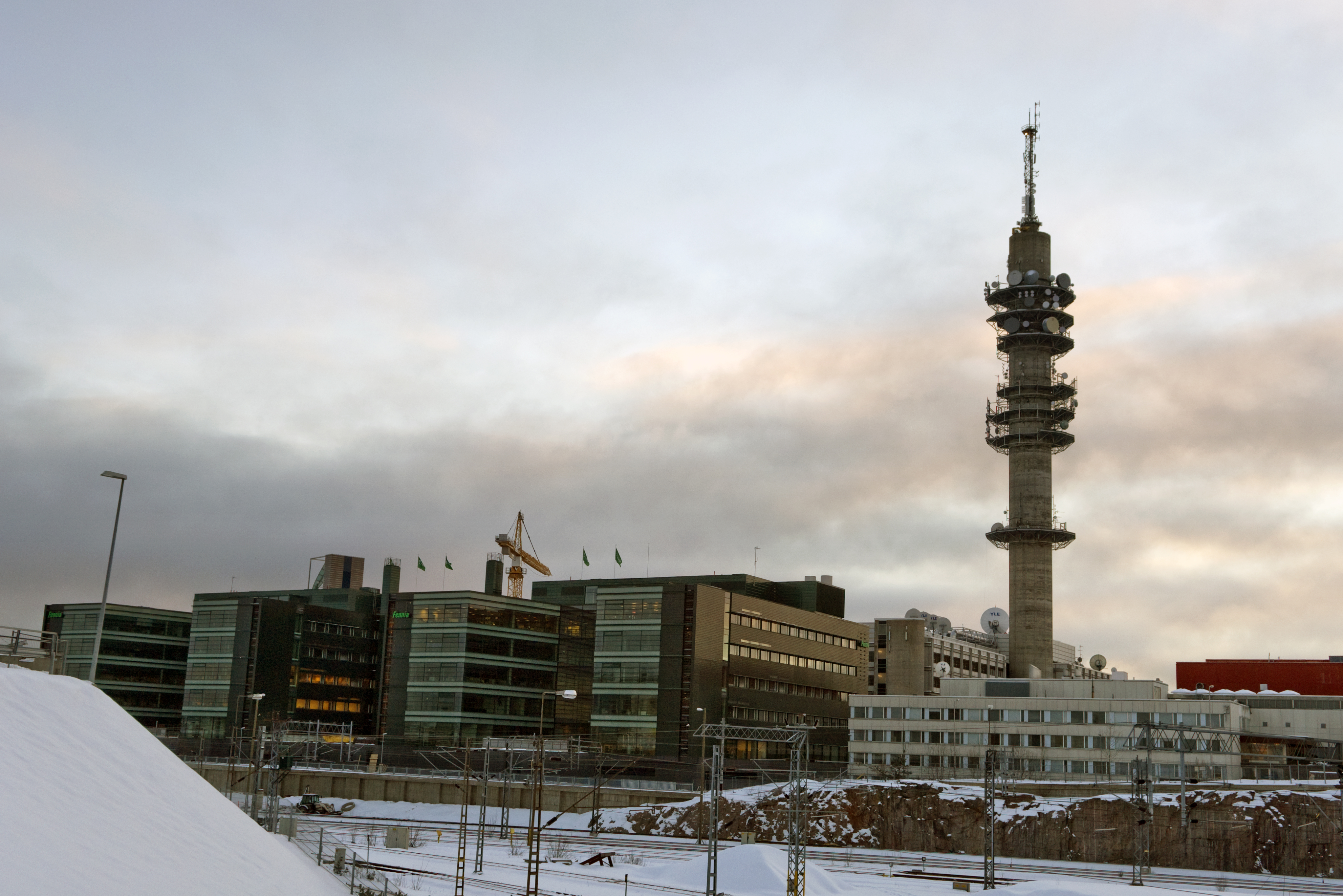
La tour de Pasila et le siège de Fennia à Pasila.

Le Groupe Fennia est un partenaire pour les entreprises, les entrepreneurs et les particuliers. 
Les services sont fournis par les sociétés du groupe :
- Fennia, spécialisée dans l'assurance non-vie,
- Henki-Fennia, assurance vie, assurance retraite et épargne,
- Fennia Varainhoito Oy, les services de gestion d'actifs,
- Fennia Kiinteistöt Oy services de gestion immobilière
- Fennia-palvelu Oy, société de services